# Есад Миџић
Есад Миџић (Приједор, 17. март 1917 — Бања Лука, 17. јул 1942) био је учесник Народноослободилачке борбе и народни херој Југославије.

## Биографија
Рођен је 17. марта 1917. године у Приједору, oд мајке Катице и оца Мухарема. Есад је поникао у сиромашној приједорској породици. Тешко се школовао, али се својом упорношћу увијек сврставао у ред најбољих међу младим људима из гимназијских клупа у Приједору и Бихаћу, па до Правног факултета Универзитета у Београду. Живог духа и знатижељан, настојао је што више да сазна и буде непосредан учесник акције.
Помогао је рударима Љубије за вријеме њиховог штрајка, септембра 1940. године. Тада постаје члан Комунистичке партије Југославије (КПЈ). Рат је дочекао као члан Месног комитета КПЈ за Приједор. Одлуком Партије одлази у села и учествује у припремама устанка. Одмах по устанку, а нарочито у борбама козарских партизана у Подградцима, Турјаку и Мраковици, дошли су до пуног изражаја они Есадови квалитети с којима се пробио на чело Козарчана.
Дужност политичког комесара Козарске пролетерске чете повјерена му је 9. фебруара 1942. године. Кад је од најбољих бораца Босанске крајине формиран Пролетерски батаљон Босанске крајине, Есад је постао политички комесар тог батаљона. Крајишки пролетери водили су битке у централној Босни против четника, усташа и Нијемаца. Када је батаљон на Мотајици био десеткован, Есад Миџић се са 20 другова пробио према Чемерници, али је пао у четничку клопку и ту је заробљен. Предат је усташама, који су га одвели у Бању Луку, у Црну кућу.
Одбио је предлог усташа да пређе у њихову службу, да ће бити помилован као »заведени партизан«. Есад им је одговорио: »Да, тачно је да сам партизан, али прије свега ја сам комуниста и још нешто: комесар пролетерског батаљона. Према томе, нисам, »заведени партизан, већ свјестан борац и руководилац. Знам све везе, али вам нећу рећи ни једну, јер то раде само издајници, а никада комунисти.«
Усташе су га мучиле. Њему и брату Џеваду су клештима чупали нокте на ногама и рукама, али они нису ништа одали. Када је Есаду, прије стријељања, пришао хоџа да га благослови, презриво га је одбио и рекао да је то глупо и недостојно комунисте. Прије него што је стрељачки вод пуцао, Есад је клицао Комунистичкој партији и викао да му није жао што гине, јер ће народна борба уродити плодом. Стријељан је 17. јула 1942. године у Бања Луци.
Приједорска гимназија се  пред Други свјетски рат звала „Приједорска Реалка”, а након Другог свјетског рата, због Есадовог ратничког и револуционарног доприноса побједе над њемачким нацистима, хрватским усташама и осталим квислинзима, гимназија добија име Гимназија „Есад Миџић”. Од 1992. године, носи назив Гимназија „Свети Сава”.
За народног хероја Југославије проглашен је 5. јула 1951. године.